# Rhinosimus rugulosus
Rhinosimus rugulosus is een keversoort uit de familie platsnuitkevers (Salpingidae). De wetenschappelijke naam van de soort werd in 1910 gepubliceerd door Thomas Broun.